# Карасьов Сергій Васильович
Сергій Васильович Карасьов  (рос. Сергей Васильевич Карасёв, 26 жовтня 1993) — російський баскетболіст, олімпійський медаліст.

## Виступи на Олімпіадах
| Олімпіада   | Дисципліна | Місце |
| ----------- | ---------- | ----- |
| Лондон 2012 | баскетбол  | 3     |